# Jorge L. Tamayo
Jorge L. Tamayo (Oaxaca, México, 1912 - [Santiago ]], Chile, 1973) fue un ingeniero y geógrafo mexicano.

## Información
Tamayo fue profesor de geografía económica, consultor técnico de transportes de la ONU adscrito a la CEPAL y presidente de la Sociedad Mexicana de Historia Natural. Recibió el premio nacional de economía en 1962 y 1964. Entre sus libros se encuentran El aprovechamiento del agua y del suelo en México escrito en 1958, Atlas del agua de la República mexicana de 1976 y El problema fundamental de la agricultura mexicana terminado en 1964 (el cual es un texto expositivo que tiene como audiencia al profesor y alumno), su obra más conocida y la que le dio el premio ya dicho.